# Erwin Dietel
Erwin Ludwig Dietel (* 14. März 1913 in Gottersdorf; † 26. Juni 1997 in Münchberg) war ein deutscher Jurist und Kommunalpolitiker.

## Leben
Dietel wurde während seines Studiums 1932 Mitglied der Burschenschaft Arminia Würzburg. In der SA war er Scharführer, am 26. Mai 1937 beantragte er die Aufnahme in die NSDAP und wurde rückwirkend zum 1. Mai desselben Jahres aufgenommen (Mitgliedsnummer 4.368.436). Er schloss sein Studium der Rechtswissenschaft 1937 mit Promotion an der Universität Münster ab. Er war als Landgerichtsrat tätig. 1953 wurde er zum Landrat des Landkreises Münchberg gewählt. Er blieb bis zu dessen Auflösung im Zuge der Kreisgebietsreform im Amt.

## Ehrungen
- 1973: Bundesverdienstkreuz 1. Klasse
- 1981: Goldener Ehrenring des Landkreises Hof